# Sacrifice (Kx5)
Sacrifice è un singolo del DJ statunitense Kaskade, del DJ canadese deadmau5, e del gruppo musicale statunitense Sofi Tukker, sesto e ultimo estratto dall'album di debutto del duo Kx5.

## Tracce
Download digitale
1. Sacrifice (con Sofi Tukker)

Download digitale - Remix
1. Sacrifice (Sofi Tukker Remix)